# Linearuhr

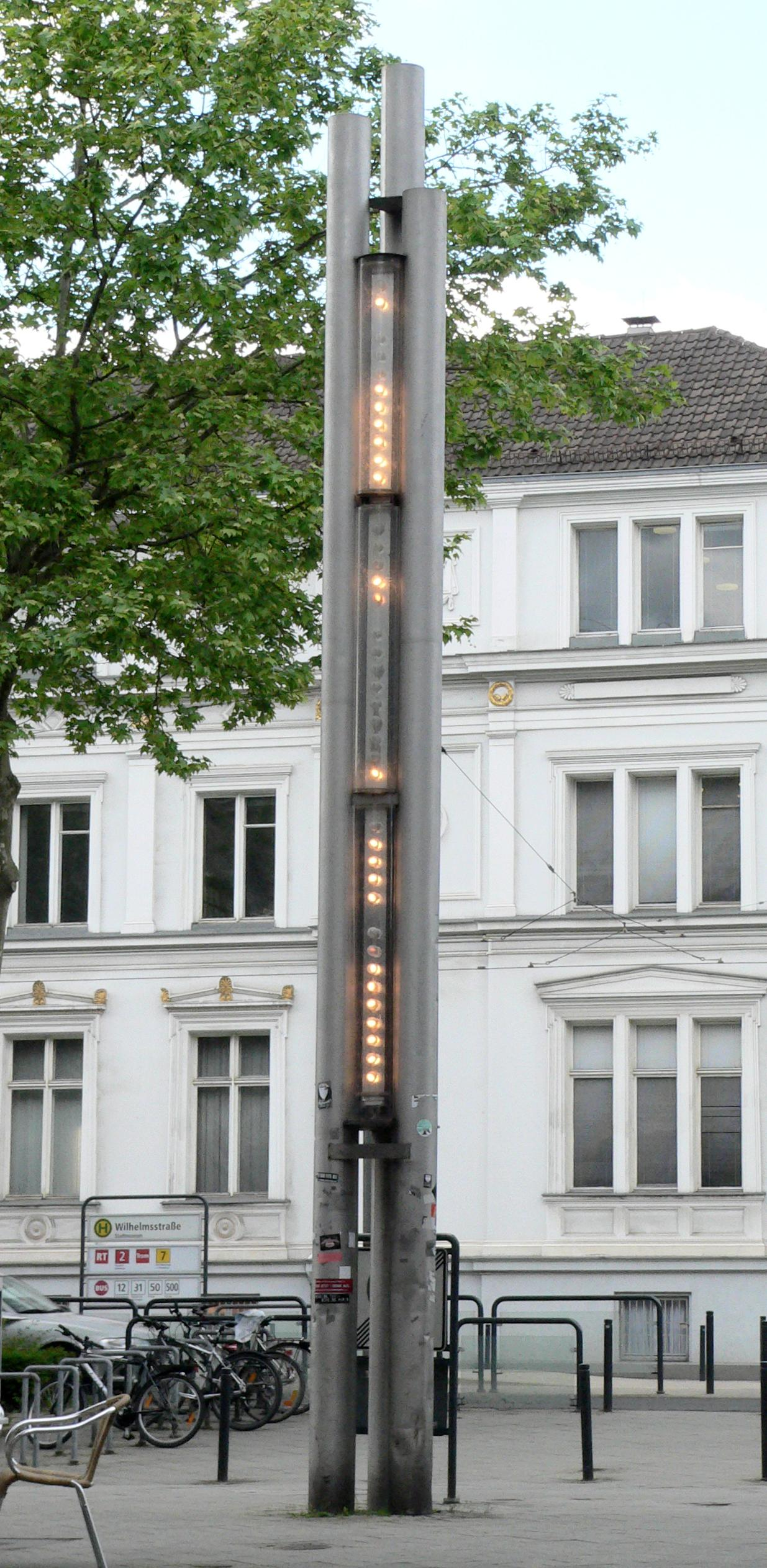
Die Linearuhr in der Wilhelmstraße / Ecke Ständeplatz am 2. Juni 2006 um 16:21:47 Uhr (Da einige Glühlampen defekt waren, wird die Uhrzeit nicht exakt angezeigt)

Die Linearuhr (Kasseler Uhr) ist eine von Peter Hertha konstruierte lichtkinetische Skulptur aus dem Jahr 1977. Sie steht am oberen Ende der Kasseler Wilhelmsstraße am Ständeplatz.
Zwischen drei Edelstahlsäulen sind, jeweils um 120° versetzt, drei identische senkrechte Reihen Glühlampen unter einer Plexiglasumhüllung angeordnet. Das Wechselspiel der elektronisch gesteuerten Glühlampen dient der Zeitanzeige. Wie bei elektrischen Uhren der damaligen Zeit üblich, wird als Taktgeber die 50-Hz Netzfrequenz verwendet. Außerdem justiert sich die Uhr per Empfang des Funksignals vom Zeitsender DCF77 in Mainflingen.
Jede senkrechte Lampenreihe ist in drei Segmente eingeteilt. Das oberste Segment zeigt die Stunden, das mittlere die Minuten und das untere die Sekunden an. In jedem Segment befinden sich jeweils zwei Lampenreihen übereinander, die getrennt gelesen werden müssen. Um die Uhrzeit abzulesen, muss man lediglich die Anzahl der leuchtenden Lampen in den sechs Reihen bestimmen und die Ziffern nach dem Schema einer Digitaluhr anordnen. Mittags leuchten also lediglich 3 Glühlampen im obersten Segment, die erste der oberen Reihe (12:00:00) und die zwei ersten der unteren Reihe (12:00:00).
1981 nutzte der Künstler Horst H. Baumann das Prinzip der Linearuhr für seine Skulptur Lichtzeitpegel am Rheinturm in Düsseldorf.
Im Jahr 2019 wurde die Linearuhr in Kassel restauriert und modernisiert. In diesem Zuge erhielt sie einen neuen Standort, der nur wenige Meter entfernt von ihrem alten Platz ist. Hier steht sie nun geschützt vor dem Lieferverkehr und zeigt mit LEDs dem Betrachter die Zeit bzw. den Ablauf dieser an.